# Empresa Brasil de Comunicação
La Empresa Brasil de Comunicação es un conglomerado de medios públicos en Brasil, creado en el 2007. También es responsable de EBC Serviços, la rama que produce  A Voz do Brasil  para Secretaría de Gobierno de la Presidencia de la República, gestiona la Red Nacional de Radio, licencia los programas de vehículos de EBC, brinda monitoreo y análisis de redes sociales y realiza todo el trabajo de publicidad legal para los órganos de administración pública federal.

## Historia
La idea de crear una empresa de comunicación pública surgió en mayo de 2007 durante el 1er Foro Nacional de TV Públicas, en Brasilia, cuando se debatió el tema TV pública. El evento involucró a diversos sectores de la sociedad civil y generó la Carta de Brasilia, que exigía la creación de una TV pública, independiente, democrática y apartidista.
La creación de EBC fue autorizada mediante Medida Provisional n.º 398, de 10 de octubre de 2007, y la empresa fue efectivamente creada mediante Decreto No. 6.246, de 24 de octubre de 2007. La Medida Provisional fue posteriormente convertida en Ley No. 11.652, de 7 de abril de 2008.
La empresa estatal se creó a partir de la incorporación de los activos, el personal y las concesiones de radiodifusión de la Empresa Brasileña de Comunicación (Radiobrás) y bienes públicos de la Unión que estaban bajo la custodia de la Associação de Comunicação Educativa Con la creación de EBC, se firmó un nuevo contrato de gestión entre el gobierno federal, a través de EBC, y Acerp y se convirtió en proveedor de servicios de EBC, que heredó las concesiones de canales de Radiobrás.
EBC tiene autonomía e independencia del gobierno federal para definir la producción, programación y distribución de contenidos en el sistema público de radiodifusión, el cual tiene el propósito de brindar servicios públicos de radiodifusión con el objetivo de promover la ciudadanía. La programación de EBC se transmite en redes de televisión y radio (se espera que la interacción de los distintos vehículos se realice a través de internet), con temáticas de las áreas de educación, arte, cultura, ciencia y tecnología y tiene como objetivo estimular la producción de contenidos. regional, nacional e independiente.
EBC tiene la forma de una sociedad de responsabilidad limitada, representada por acciones, siendo la Unión el 100% de ellas. No obstante, las entidades de EBC vinculadas a la administración federal indirecta, los estados y municipios también pueden ser accionistas de EBC, hasta el límite del 49% del capital social. El financiamiento de EBC proviene del Presupuesto Federal, además de los fondos obtenidos por la venta de programas, licenciamiento de marcas, donaciones, publicidad institucional, patrocinio de programas y prestación de servicios a organizaciones públicas y privadas. En 2008, el presupuesto de EBC fue de R $ 350 millones. En 2009, el presupuesto fue de R $ 387,4 millones. En 2010, R $ 488,2 millones y en 2011, R $ 430,4 millones.
Al igual que otras empresas públicas, EBC está supervisada externamente por la Secretaría de Control Interno de la Presidencia de la República (CISET / PR) y por el Tribunal Federal de Cuentas - TCU.

## Estructura
EBC, al ser una empresa estatal, es un órgano de la administración indirecta federal, y está vinculada, desde el 10 de junio de 2020, al Ministerio de Comunicaciones. Antes, estaba vinculada a Secretaría de Gobierno, a través de Secretaría Especial de Comunicación Social. Antes de 2019, cuando la Secretaría de Comunicación tenía la condición de ministerio, EBC estaba vinculada a ella.
En el momento de su creación, EBC estaba gestionada por un consejo de administración, un  consejo ejecutivo, un consejo de supervisión y un consejo de administración. Sin embargo, la Ley N ° 13.417, del 1 de marzo de 2017, cambió la estructura de la empresa y reemplazó el consejo curatorial por un comité editorial y de programación.

### Servicios EBC
La Ley 11.652, de 7 de abril de 2008, que crea la EBC, atribuye que es responsabilidad de la empresa estatal distribuir publicidad legal y brindar servicios de radiodifusión para la transmisión de actos del Gobierno Federal.
Con esto, esta rama de la EBC se encarga de producir los programas y distribuir la señal de Red Nacional de Radio y del programa  A Voz do Brasil , cuya emisión es obligatoria.

### Junta directiva
La Junta Directiva de EBC está integrada actualmente por un Presidente, designado por Casa Civil de la Presidencia de la República, por el director general de la junta ejecutiva, por un miembro designado por Ministerio de Educación, por un miembro designado por Ministerio de Cultura, un miembro designado por Ministerio de Economía, un miembro designado por Ministerio de Ciencia, Tecnología, Innovaciones y Comunicaciones , un miembro representante de los empleados de EBC y dos miembros independientes, nombrados de conformidad con la Ley N ° 13.303, de 30 de junio de 2016.

### Consejo Fiscal
El Consejo Fiscal de EBC está compuesto por 3 miembros, designados por el presidente de la República, y debe contar con un representante del Tesoro Nacional y la participación de accionistas minoritarios de la empresa. El mandato es de 4 años, sin reelección.

### Comité de redacción y programación
El Comité Editorial y Programación de la EBC es un órgano técnico asesor y deliberativo previsto por Ley n.º 13.417, cuyo objetivo Dar participación a la sociedad en la EBC, con la competencia de proponer pautas sobre la importancia de los medios públicos y formular mecanismos de medición y clasificación de la audiencia de los vehículos EBC. Está integrado por 11 miembros designados por la sociedad, mediante triple lista, y nombrados por el Presidente de la República por un período de dos años, sin reelección.
Para ser parte, los nominados deben tener una reputación intachable, ser brasileños nacidos o naturalizados por más de 10 años, no ser parientes de hasta tercer grado de los miembros de la junta ejecutiva y no ser funcionario ni ocupante de puesto comisionado en cualquiera de las esferas de gobierno. También se prohíben las indicaciones provenientes de partidos políticos o  instituciones religiosas.
De acuerdo con los cambios introducidos por Ley n.º 13.417, de 1 de marzo de 2017, el Comité forma parte de:
- Un representante de las estaciones de radio y televisión públicas;
- Un representante de los cursos superiores de Comunicación Social;
- Un representante del sector audiovisual independiente;
- Un representante de los medios de comunicación legislativos;
- Un representante de la comunidad cultural;
- Un representante de la comunidad científica y tecnológica;
- Un representante de las entidades que defienden los derechos de la niñez y la adolescencia;
- Un representante de organizaciones de derechos humanos y de derechos de las minorías;
- Un representante de las entidades de la sociedad civil que defienden el derecho a la comunicación;
- Un representante de los cursos de educación superior;
- Un representante de los empleados de EBC.

Ante los cambios introducidos por la Ley N ° 13.417, de 1 de marzo de 2017, se denominó Consejo Curador, el cual contaba con 22 miembros y tenía varias atribuciones más que le otorgaban más poderes dentro de la empresa estatal, que van desde decidir sobre lineamientos educativos, artísticos. , cultural, informativo, línea editorial de EBC para aplicar voto de censura a miembros de la junta ejecutiva y también la convocatoria de consulta pública.
Luego de que Dilma Rousseff fuera destituida de la Presidencia de la República, el presidente Michel Temer, incluso antes de que la Ley N ° 13.417, de 1 de marzo de 2017, hubiera publicado la Medida Provisional N ° 774, de 1 de septiembre de 2016, que extinguió completamente la Junta de Fideicomisarios y no dispuso el Comité. Aun así, el mecanismo aún no se ha implementado adoptado.

### Junta Ejecutiva
La Junta Ejecutiva de EBC está compuesta por un director general, un director general, un Director de Periodismo, un Director de Producción y Contenidos, un Director de Administración, Finanzas y Personas y un Director de Operaciones, Ingeniería y Tecnología, estos cargos serán libremente designados y cesados por el presidente de la República.
La estructura actual la dispuso la Ley N ° 13.417, de 1 de marzo de 2017, ya que antes de la designación del Presidente-Director por el presidente de la República, pero por un período de cuatro años, y los demás directores (que eran seis, además de director general) fueron elegidos por la Junta Directiva, perdiendo sus cargos si la Junta Directiva aplicaba dos votos de censura en 30 días.
Los cambios se produjeron en la gestión del entonces presidente Michel Temer, quien había decidido destituir a  Ricardo Pereira de Melo, designado por la entonces presidenta Dilma Roussef, de la presidencia de la empresa estatal, pero no pudo hacerlo por las restricciones legales impuestas por la redacción original de la Ley N ° 11.652, de 7 de abril de 2008.
Durante la votación de la Medida Provisional No. 774, del 1 de septiembre de 2016, el Senado Federal aprobó el texto con enmiendas, que reintroduciría el plazo de 4 años para la Junta Ejecutiva y la aprobación del Presidente-Director de EBC por parte del Senado, pero las disposiciones fueron vetado por el entonces presidente Michel Temer.

### Defensor del Pueblo
EBC también cuenta con un ombudsman para recibir opiniones y quejas de los ciudadanos que son informados por los vehículos de EBC, y también funciona como ombudsman de los vehículos de la empresa. El ombudsman es designado por el director-presidente de la empresa estatal por un período de 2 años, con reelección, y puede perder su mandato antes, si renuncia o es condenado en un proceso judicial en una decisión final.

## Distribución de medios
Este es la distribución de medios en Brasil.

## Televisión

### Televisión nacional
Este es el canal de televisión principal que administra EBC
| Logo | Nombre                        | Programación | Fundación             | Canales                       |
| ---- | ----------------------------- | --- | --------------------- | ----------------------------- |
|      | TV Brasil o Brasil passa aquí | Canal principal generalista. La empresa nació de la fusión de los patrimonios de la antigua Radiobrás y de la Asociación de Comunicación Educativa Roquette Pinto (En Portugués: ACERP - Associação de Comunicação Educativa Roquette Pinto) que coordinaba la TVE Brasil. | 25 de octubre de 2007 | 2.1 y 2.2 (TDT) y repetidoras |

### Televisión regional
Estos son los canales regionales de EBC
- TV Brasil Maranhão, con Instituto Federal de Maranhão
- TV Universidade, con Federal University of Mato Grosso
- TV UFPB, con Universidad Federal de Paraíba
- TV Universitária, con Universidad Federal de Roraima
- TV UFSC, con Universidad Federal de Santa Catarina

## Radio

### Radios Nacionales
Estas son as emisoras radiales de EBC, a su vez administra el subgrupo EBC Radios
| Logo | Nombre                                          | Programación                       | Fundación | Emisoras                                      |
| ---- | ----------------------------------------------- | ---------------------------------- | --------- | --------------------------------------------- |
|      | Radio Nacional Rio de Janeiro (Río de Janeiro)  | Emisora generalista                | 1936      | AM 1130 kHz                                   |
|      | Radio Nacional Brasilia (Brasilia)              | Emisora informativa y de servicios | 1958      | AM 980 kHz/FM 96.1 MHz                        |
|      | Rádio Nacional da Amazônia (Amazonía de Brasil) |                                    |           | Ondas cortas 11780 kHz (25m) y 6180 kHz (49m) |
|      | Rádio Nacional do Alto Solimões (Alto Solimões) |                                    |           | AM 670 kHz/FM 96.1 MHz                        |
|      | Radio Nacional São Luís do Maranhão (São Luís)  |                                    | 2022      | FM 93.7 MHz                                   |
|      | Rádio MEC AM (Río de Janeiro)                   |                                    | 1923      | AM 800 kHz (Río de Janeiro y Brasilia)        |
|      | MEC FM (Río de Janeiro)                         |                                    | 1973      | FM 99.3 MHz (Río de Janeiro)                  |

- No se sabe exactamente las fechas de creación de Rádio Nacional da Amazônia y de Rádio Nacional do Alto Solimões.

### Radios regionales
Estas son las radios regionales de Brasil.
- FM Universitária, con Universidad Federal de Piauí
- Rádio Marinha (Manaus, Corumbá, São Pedro da Aldeia, Natal, Rio Grande y Belém), con la Armada de Brasil
- Air Force Radio (Brasilia y Foz do Iguaçu), con Brazilian Air Force
- Rádio UFMG Educativa, con Universidad Federal de Minas Gerais
- Rádio Universitária, con Universidad Federal de Roraima
- Rádio UFS, con Universidad Federal de Sergipe
- Rádio Universitária, con Universidad Federal de Amapá

## Agencias Nacionales

### Agencia Nacional de Radio
Radioagência Nacional es una agencia de noticias radial creada el 11 de octubre de 2004. EBC se incorporó en 2007 y distribuye audio grabado producido por las propias estaciones de EBC y estaciones asociadas. Según la empresa estatal, más de 4.500 emisoras de radio utilizan los contenidos de Radioagência.

### Agência Brasil
Agência Brasil fue creada en 1989 después de la constitución de Empresa Brasileira de Notícias. Su cobertura se centra en hechos y actos relacionados con el gobierno, el estado y la ciudadanía. EBC se incorporó en 2007.

### Portal EBC
El Portal EBC es una plataforma de Internet que integra contenido de los medios (Agência Brasil, Radioagência Nacional, EBC Radios, TV Brasil, TV Brasil Internacional) de la Compañía de Comunicación Brasil y la sociedad en un solo lugar. Está en línea desde julio de 2012, cuando se lanzó la versión beta del sitio, y tuvo su inauguración oficial en octubre del mismo año.

### Red Nacional de Comunicación Pública
EBC, además de administrar las emisoras públicas federales, también es responsable de formar la Red Nacional de Comunicación Pública (RNCP). El RNCP tiene como objetivo establecer cooperación técnica con iniciativas públicas y privadas que exploten los servicios públicos de radiodifusión. Actualmente, la red cuenta con 38 estaciones repartidas por todo el país.
Dentro de la política de RNCP, EBC puede solicitar canales en cualquier momento para la ejecución de servicios de radiodifusión (radio FM), sonido e imágenes (televisión) y retransmisión de televisión por sí o por sus socios. Estos se denominan Envíos Sindicales. Actualmente, 12 vehículos se operan de esta forma en todo el país.